# USB-C
USB-C, được gọi chính thức là USB Type-C, là một hệ thống đầu nối USB 24 chân, được phân biệt bởi đầu nối đối xứng xoay hai lần.
Thông số kỹ thuật USB Type-C 1.0 được xuất bản bởi USB Implementers Forum (USB-IF) và được hoàn thiện vào tháng 8 năm 2014. Nó được phát triển gần như cùng lúc với thông số kỹ thuật USB 3.1. Vào tháng 7 năm 2016, nó đã được thông qua bởi IEC với tên gọi "IEC 62680-1-3 ".
Thiết bị có đầu nối Type-C không nhất thiết phải hiện thực USB 3.1, USB Power Delivery hoặc bất kỳ Chế độ thay thế nào: đầu nối Type-C là phổ biến đối với một số công nghệ trong khi chỉ bắt buộc một vài trong số chúng.
USB 3.2, được phát hành vào tháng 9 năm 2017, thay thế cho tiêu chuẩn USB 3.1. Nó duy trì chế độ dữ liệu SuperSpeed và SuperSpeed + hiện có của USB 3.1 và giới thiệu hai chế độ truyền SuperSpeed + mới qua đầu nối USB-C sử dụng thao tác hai làn, với tốc độ dữ liệu là 10 và 20 Gbit/s (1250 và 2500 MB/s).
Qua năm 2024 Iphone sẽ bắt buộc phải chuyển qua dùng USB-C và họ sẽ loại bỏ Lightning ra

## Tổng quan
Đầu nối và cáp USB-C kết nối với cả máy chủ và thiết bị, thay thế các đầu nối điện tử khác nhau bao gồm USB-B và USB-A, HDMI, DisplayPort và cáp âm thanh 3.5 mm và kết nối.

### Kết nối

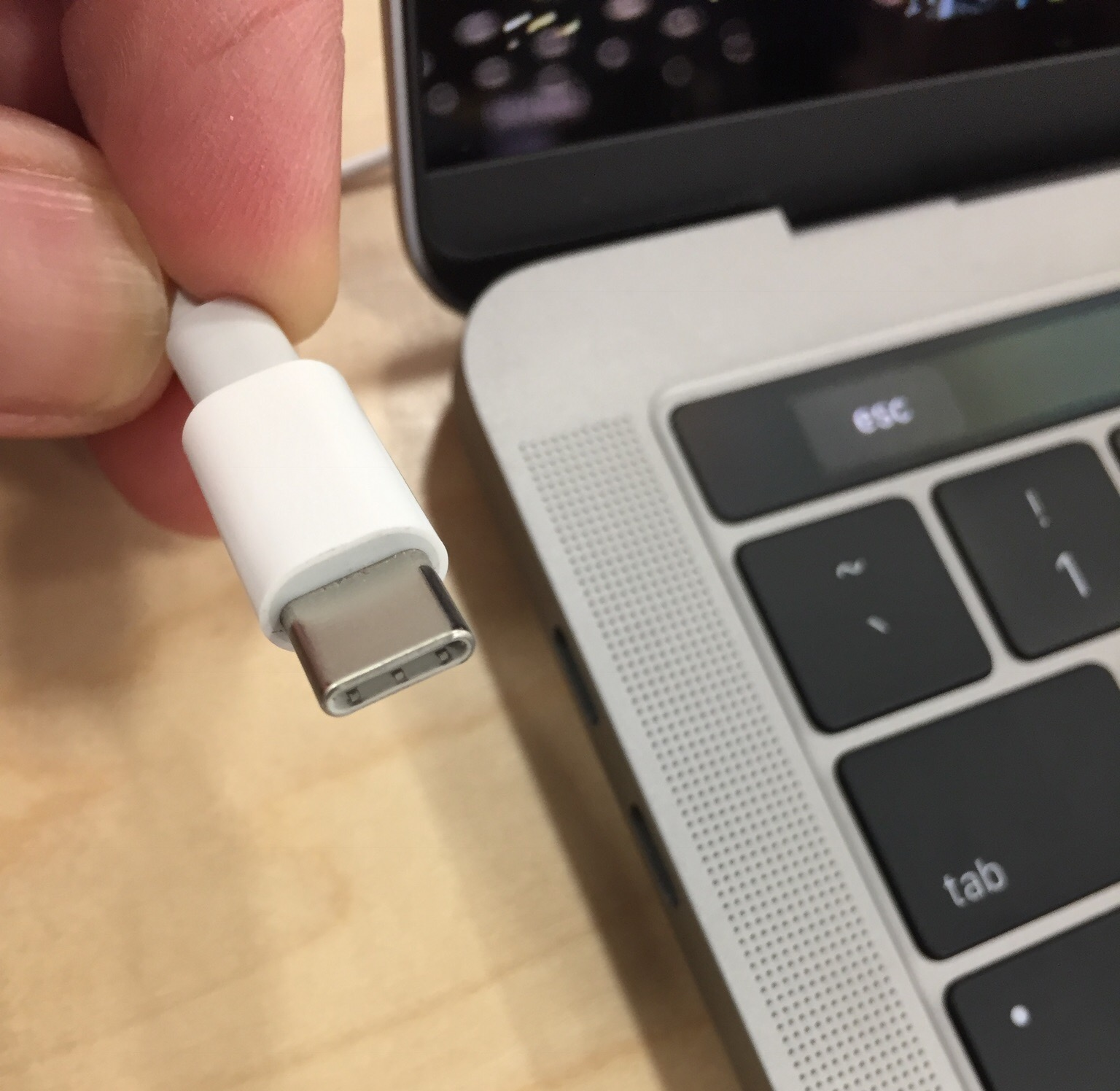
Đầu cắm USB-C

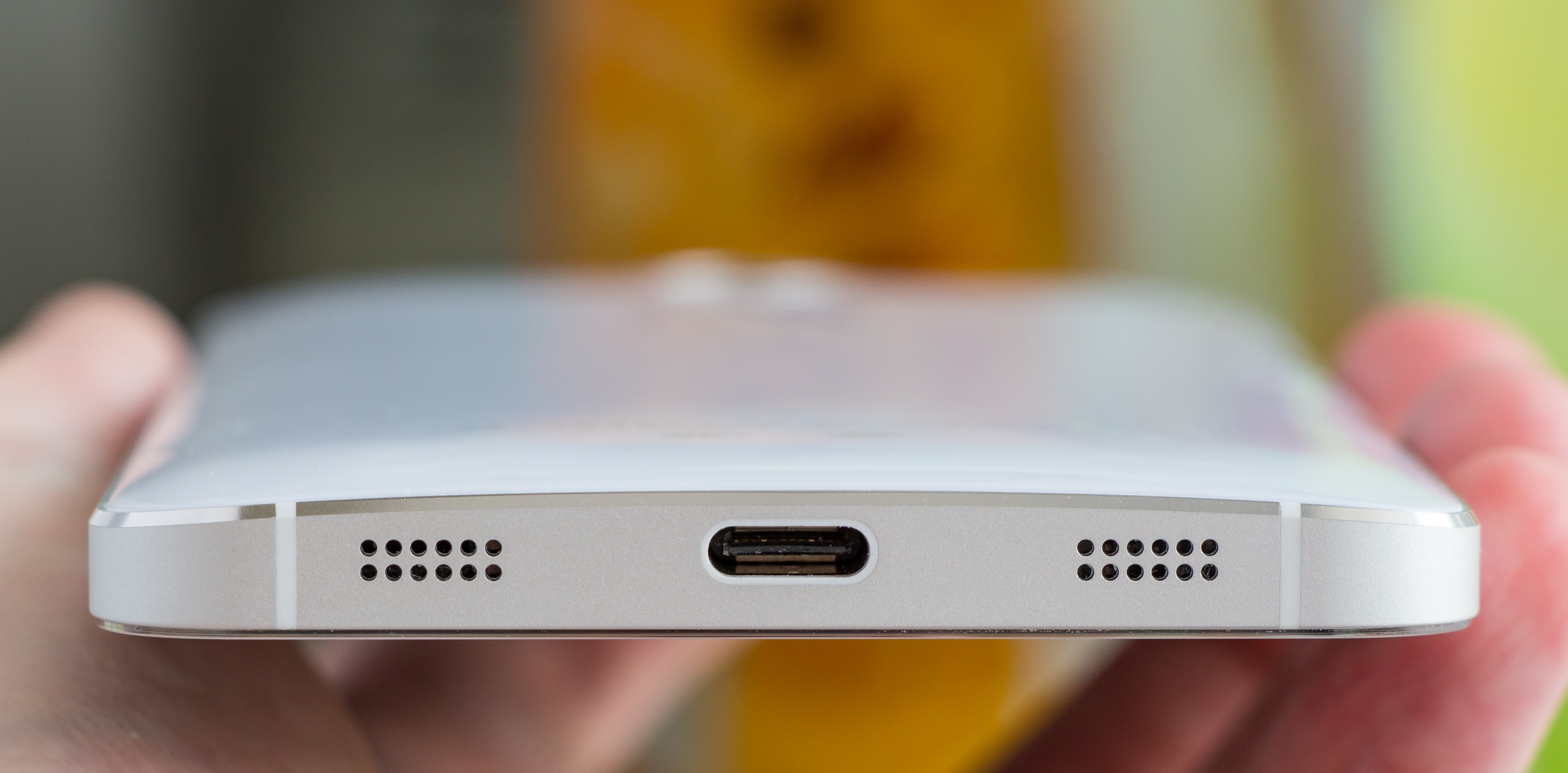
Cổng USB-C (ổ cắm) trên điện thoại di động

### Tên
USB Type-C và USB-C là thương hiệu của USB Implementers Forum.